# Kim Chan-ki
Dans ce nom coréen, le nom de famille, Kim, précède le nom personnel.
Kim Chan-ki (coréen : 김찬기) (né le 30 décembre 1932 à Séoul en Corée japonaise et mort le 1er février 2011) est un joueur de football international sud-coréen.

## Biographie

### Carrière en sélection
Avec l'équipe de Corée du Sud, il figure notamment dans le groupe des sélectionnés lors des JO de 1964.
Il participe également à la coupe d'Asie des nations de 1960, qu'il remporte.

## Palmarès
Corée du Sud
- Coupe d'Asie des nations (1) :
  - Vainqueur : 1960.